# Diocesi di Lubecca

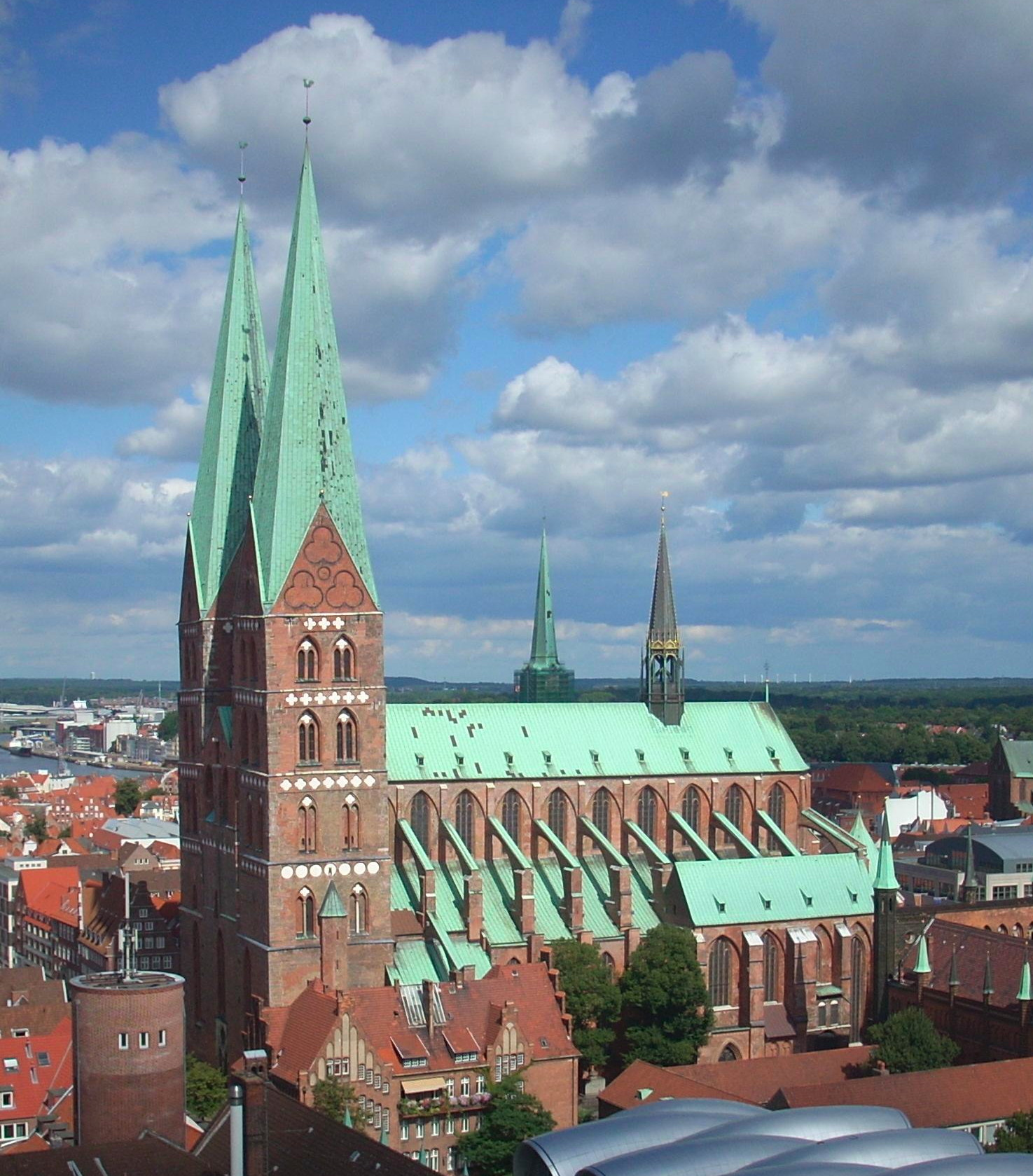
La Marienkirche di Lubecca, edificata tra il 1250 ed il 1350, simbolo della potenza e della prosperità della città anseatica.

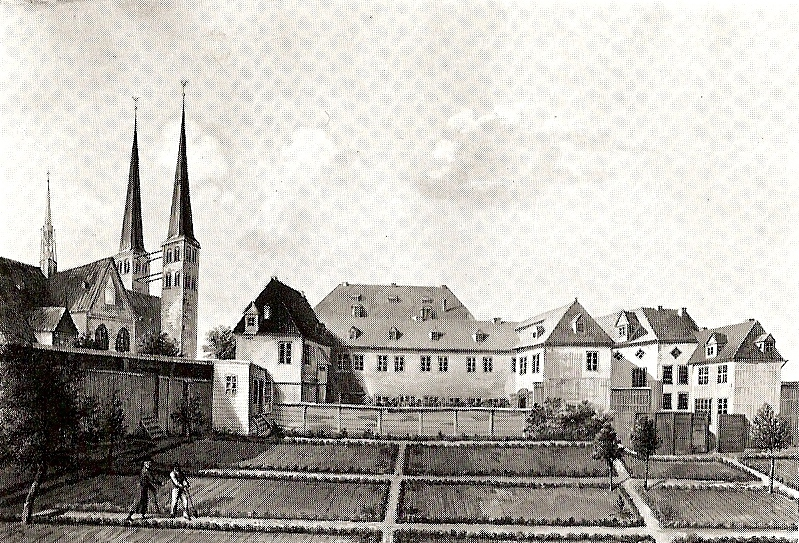
Il palazzo vescovile di Lubecca, fatto costruire dal vescovo Heinrich Bockholt (1523-1535), in una gouache del XIX secolo.

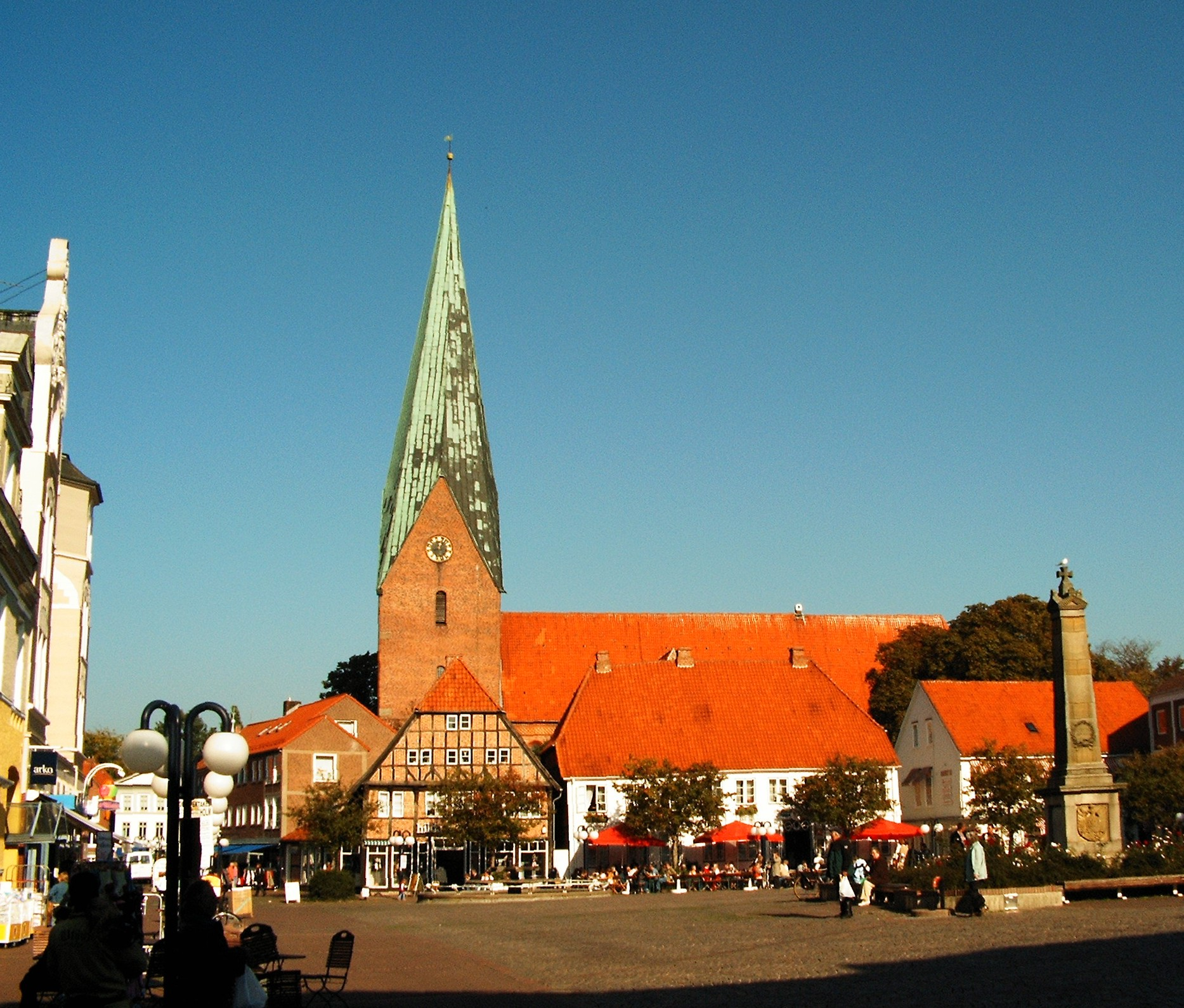
La collegiata San Michele di Eutin, edificata in stile romanico ed ultimata all'epoca del vescovo Berthold (1210-1230).

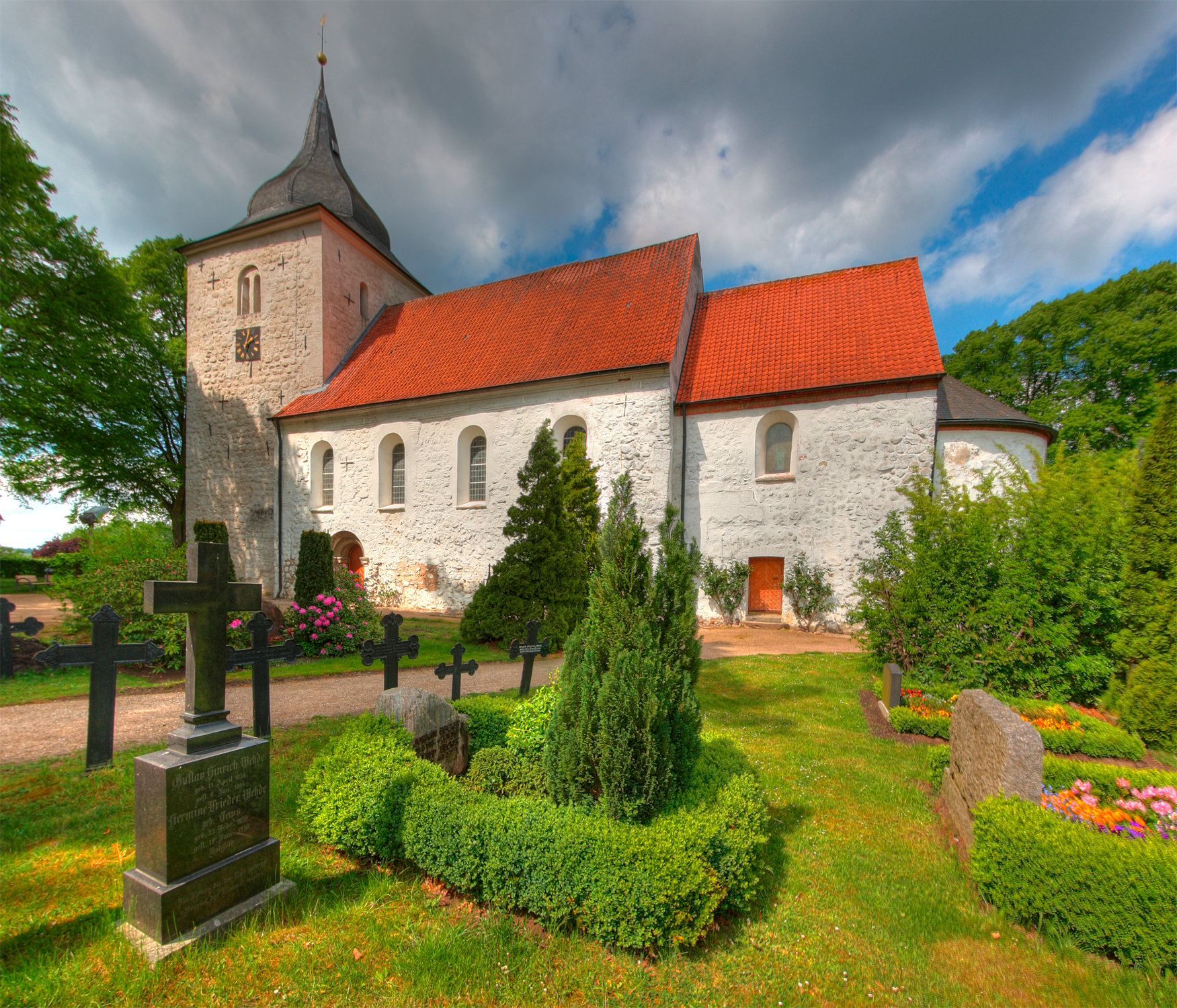
La chiesa di San Pietro a Bosau, edificata dal vescovo san Vicelino, fu occasionalmente sede dei vescovi di Oldenburg tra il 1151 ed il 1156; originario di Bosau era Helmold, discepolo del vescovo Gerold e autore della Chronica Slavorum, una delle fonti per la storia dell'antica diocesi di Oldenburg.

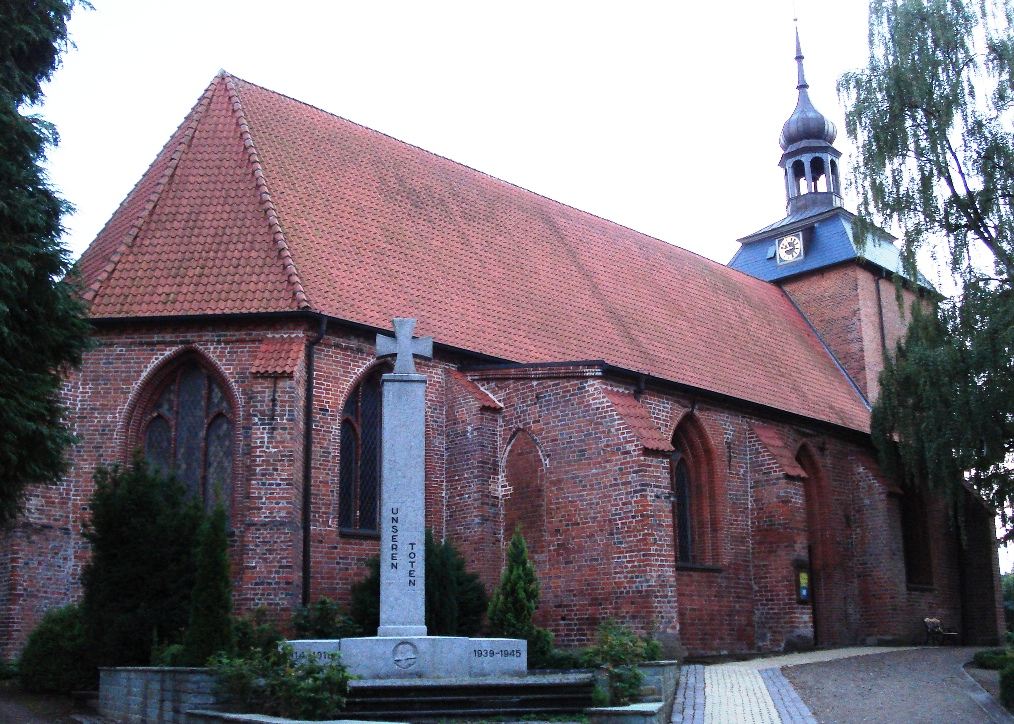
La chiesa del monastero cistercense di Ahrensbök.

La diocesi di Lubecca (in latino Dioecesis Lubecensis) è una sede soppressa della Chiesa cattolica in Germania.

## Territorio
La diocesi comprendeva la parte orientale dell'odierno land tedesco dello Schleswig-Holstein. Era delimitata dal mare, dalla diocesi di Ratzeburg a sud e dall'arcidiocesi di Brema-Amburgo ad ovest.
Sede vescovile era la città di Lubecca, dove si trovava la cattedrale dedicata ai Santi Giovanni Battista e Nicola.
Nel 1524 la diocesi comprendeva 57 parrocchie.

## Storia
Nel X secolo Oldenburg, situata sulla punta orientale dell'Holstein, era la capitale dei Wagri, tribù pagana dei Venedi o (Vendi), che la chiamavano Stargard o Starigard. In seguito ad una spedizione militare, l'imperatore Ottone I di Sassonia vi fondò una diocesi, suffraganea dell'arcidiocesi di Amburgo, dal cui territorio era stata estrapolata.
Le fonti che riferiscono di questa fondazione non sono tuttavia concordi sull'epoca in cui questa sarebbe avvenuta. Secondo la Chronica Slavorum di Helmold, discepolo del vescovo Gerold von Oldenburg († 1163), la fondazione della diocesi avrebbe avuto luogo tra il 936 ed il 955, ma le garanzie offerte dalla Chronica non sono rassicuranti e si basano su fonti non sempre storicamente attendibili. Invece secondo le Gesta pontificum Hammaburgensium di Adamo di Brema, la diocesi sarebbe stata fondata tra il 964 ed il 968, anno in cui viene attribuita la consacrazione del primo vescovo di Oldenburg, Ekward.
La fondazione della diocesi fu tuttavia effimera, soprattutto perché non accompagnata da una reale evangelizzazione delle popolazioni sottomesse. Quando i principi dei Wagri si ribellarono al potere imperiale, questo significò il ritorno al paganesimo delle varie tribù dei Venedi. Nel 990 circa il vescovo Volkward dovette abbandonare la diocesi ed il suo successore Reginbert non poté risiedere a Oldenburg e pose la sua sede a Meclemburgo. Verso la metà dell'XI secolo l'azione missionaria sembrò avere un certo successo, vennero fondate alcune abbazie, i vescovi poterono ritornare nella loro sede ed il numero dei convertiti aumentò.
Alla morte del vescovo Abelin (ca. 1052), l'arcivescovo di Amburgo Adalberto, per rendere più efficace l'attività dei missionari, decise di erigere altre due diocesi nel territorio di quello di Oldenburg, ossia le diocesi di Maclenburgo (sede trasferita in seguito a Schwerin) e di Ratzeburg. Tuttavia la rivalsa pagana ebbe la meglio; il vescovo di Maclenburgo, i missionari e molti cristiani furono massacrati (1066); i vescovi di Oldenburg e di Ratzeburg si salvarono la vita solo con la fuga. Per i successivi ottantaquattro anni le diocesi dei Venedi rimasero vacanti, o per meglio dire ritornarono al paganesimo.
Solo con una apposita crociata, fu imposta con le armi la religione cristiana alle popolazioni dei Venedi; nel 1149 fu nominato, con l'appoggio dell'arcivescovo Hartwig di Amburgo, un nuovo vescovo per Oldenburg, san Vicelino, che già operava come missionario presso quelle tribù ed aveva fondato il monastero di Segebert nel 1136. Tuttavia, per questioni politiche, Vicelino non poté prendere possesso della città episcopale, che rimase per lo più pagana ed in stato miserevole.
Il suo successore Gerold si stabilì inizialmente a Eutin, finché il duca di Sassonia Enrico il Leone trasferì di sua iniziativa la sede episcopale da Oldenburg a Lubecca, che era entrata a far parte dei suoi possedimenti nel 1157. Nel mese di luglio 1163 Gerold consacrò la nuova cattedrale di Lubecca.
Quando il ducato di Sassonia fu sciolto nel 1180, i territori di proprietà dei vescovi di Lubecca ottennero l'immediatezza imperiale divenendo così uno stato dell'Impero (Reichsunmittelbar); i vescovi ebbero da questo momento il titolo di principi vescovi; il territorio su cui esercitarono la giurisdizione politica era inferiore a quello della diocesi ed era accentrato soprattutto attorno alla città di Eutin, che dopo il 1226 divenne la capitale del principato ecclesiastico e la residenza principale dei vescovi.
Il 25 settembre 1188 con il breve Ex iniuncto nobis di papa Clemente III la diocesi di Lubecca entrò a far parte della provincia ecclesiastica dell'arcidiocesi di Brema, dove era stata trasferita la sede di Amburgo, assieme alle diocesi di Ratzeburg, di Schwerin e di Schleswig.
Una organizzazione territoriale in parrocchie è nota solo a partire dalla seconda metà del XII secolo. Nel 1163 esistevano 15 parrocchie nel territorio diocesano esclusa la città episcopale; nel 1200 erano 21, mentre nel 1259 sono censite 45 chiese parrocchiali; infine nel 1524, prima della sua soppressione, la diocesi contava 57 parrocchie. La diocesi possedeva inoltre cinque monasteri di uomini e tre monasteri femminili; tra questi i monasteri cistercensi di Reinfeld e di Ahrensbök, fondati rispettivamente nel XII secolo e nel 1397; i monasteri benedettini di Cismar e di Preetz presso Kiel, fondati nel XIII secolo; il monastero agostiniano di Sant'Anna e quello benedettino di San Giovanni, entrambi a Lubecca.
Fra il 1250 ed il 1350, dopo che Lubecca divenne una città libera dell'Impero sganciandosi così dal potere temporale dei vescovi, venne costruita la Marienkirche, seconda parrocchia della città dopo la cattedrale, che divenne ben presto l'edificio religioso più importante, simbolo della potenza e della prosperità della città anseatica.
Nel XVI secolo si impose anche nella diocesi di Lubecca, come nella maggior parte delle Chiese della Germania del nord, la riforma protestante che pose fine alla storia della diocesi cattolica per il passaggio delle parrocchie alla nuova confessione religiosa. Col vescovo Heinrich Bockholt termina l'episcopato cattolico di Lubecca. La Santa Sede continuò a confermare i vescovi nominati dal capitolo della cattedrale, sebbene tutti apertamente luterani a partire  da Detlev von Reventlow, fino a Eberhard von Holle, confermato il 31 agosto 1562 e deceduto il 5 luglio 1586. Ancora ad inizio Settecento si segnalavano quattro cattolici fra i trenta membri del capitolo della cattedrale,
Il principato vescovile di Lubecca continuò a sopravvivere fino al suo scioglimento nel 1803, unico caso in tutto l'Impero tra le diocesi passate al luteranesimo ad avere un principe vescovo..

## Cronotassi dei vescovi

### Vescovi di Oldenburg
- Ekward † (circa 968 - 13 febbraio circa 973 deceduto)[4]
- Wago †
- Egizo † (prima del 988 - ? deceduto)
- Volkward † (dopo il 988 - circa 990 dimesso)
- Reginbert † (prima del 16 ottobre 992 - 16 aprile 1013 deceduto)
- Bernhard † (1013 o 1014 - 13 agosto 1023 deceduto)
- Reinhold † (1023 - 1032 deceduto)
- Meinher † (1032 - ? deceduto)
- Abelin † (circa 1035 - circa 1052 deceduto)
- Ezzon (Ehrenfried) † (circa 1053 - 1066 espulso)[5]
  - Sede vacante (1066-1149)
- San Vicelino † (25 settembre 1149 consacrato - 12 dicembre 1154 deceduto)

### Vescovi di Lubecca
- Gerold von Oldenburg/Lübeck † (19 giugno 1155 consacrato - 13 agosto 1163 deceduto)
- Konrad von Riddagshausen † (1º febbraio 1164 - 17 luglio 1172 deceduto)
- Heinrich von Bruxelles † (1172 - 29 novembre 1182 deceduto)
- Konrad † (maggio 1183 - dopo il 16 novembre 1184 dimesso)
- Dietrich † (4 dicembre 1186 - 23 agosto 1210 deceduto)
- Berthold † (1210 - 15 aprile 1230 deceduto)
- Johannes † (1231 - 8 marzo 1247 deceduto)
- Albert Suerbeer, O.P. † (9 luglio 1247 - 1253 nominato arcivescovo di Riga)
- Johannes von Diest, O.F.M. † (4 marzo 1254 - 1259 deceduto)
- Johannes von Tralau † (1260 - 4 gennaio 1276 deceduto)
- Burkhard von Serkem † (6 gennaio 1276 - 13 marzo 1317 deceduto)
- Heinrich Bochholt † (marzo 1317 - 1º marzo 1341 deceduto)
- Johannes Mul † (21 aprile 1343 - 23 agosto 1350 deceduto)
- Bertram Cremon † (30 novembre 1350 - 6 gennaio 1377 deceduto)
- Nikolaus von Meißen, O.P. † (4 marzo 1377 - 19 marzo 1379 nominato vescovo di Meißen)
- Konrad von Geisenheim † (1379 - 30 maggio 1386 deceduto)
- Johannes von Klenedenst † (1º settembre 1386 - 3 agosto 1387 deceduto)
- Eberhard Attendorn † (10 dicembre 1387 - 21 marzo 1399 deceduto)
- Johannes Dülmen † (14 giugno 1399 - 1º gennaio 1420 deceduto)
- Johannes Schele † (13 marzo 1420 - 8 settembre 1439 deceduto)
- Nikolaus Sachau † (16 gennaio 1441 - 11 ottobre 1449 deceduto)
- Arnold Westphal † (16 gennaio 1450 - 31 gennaio 1466 deceduto)
- Albert Krummendiek † (2 giugno 1466 - 27 ottobre 1489 deceduto)
  - Thomas Grote † (7 febbraio 1490 - 1492 dimesso) (vescovo eletto)
- Dietrich Arndes † (27 febbraio 1492 - 16 agosto 1506 deceduto)
- Wilhelm Westphal † (27 novembre 1506 - 31 dicembre 1509 deceduto)
- Johannes Grimholt † (8 aprile 1510 - 27 maggio 1523 deceduto)
- Heinrich Bockholt † (31 agosto 1523 - 15 marzo 1535 deceduto)[6]
- Detlev von Reventlow † (20 dicembre 1535 - 12 maggio 1536 deceduto)
- Balthasar Rantzau † (22 dicembre 1536 - maggio 1547 deceduto)
- Jodokus Hodfilter † (14 dicembre 1548 - 28 aprile 1551 deceduto)
- Theodor von Rheden † (15 giugno 1551 - 1555 dimesso)
  - Andreas von Barby † (1555 - 12 agosto 1559 deceduto) (vescovo eletto)
- Johannes Tiedemann † (29 novembre 1560 - 17 aprile 1561 deceduto)
- Eberhard von Holle † (31 agosto 1562 - 5 luglio 1586 deceduto)
  - Sede soppressa